# Mauzoleum Che Guevary
Mauzoleum Che Guevary – monumentalny pomnik w Santa Clara na Kubie, gdzie spoczywają szczątki kubańskiego, marksistowskiego rewolucjonisty Ernesto „Che” Guevary i dwudziestu dziewięciu jego towarzyszy zabitych w 1967 r. w Boliwii.
Po blisko trzydziestu latach od śmierci ciało Guevary ekshumowano i przetransportowano na Kubę, gdzie 17 października 1997 r. został pochowany ze wszystkimi wojskowymi honorami. Na terenie kompleksu znajduje się też muzeum poświęcone życiu rewolucjonisty i płonie wieczny ogień zapalony przez Fidela Castro.
Mauzoleum zbudowano w miejscowości Santa Clara, którą oddziały Che zdobyły 31 grudnia 1958 r. Była to ostatnia bitwa rewolucji kubańskiej, po której były dyktator Fulgencio Batista udał się na wygnanie. W pobliżu znajduje się również oryginalny wojskowy pociąg z zaopatrzeniem, który Guevara wykoleił ze swoimi towarzyszami podczas bitwy.

## Historia

### Budowla
Prace nad kompleksem rozpoczęły się w 1982 r. i trwały sześć lat. 28 grudnia 1988 r. oficjalnie zakończono je w obecności Raúla Castro na uroczystej inauguracji. Projekt mauzoleum stworzyło trzech architektów: Jorge Cao Campos, Blanca Hernández i José Ramón Linares oraz dwóch rzeźbiarzy José de Lázaro Bencomo i José Delarra. Przy budowie rzeźbiarskiego kompleksu pomagało pół miliona ochotników z Santa Clara, którzy pracowali wspólnie z wykwalifikowanymi rzemieślnikami z Eliseo Díaz Machado Foundry.
Mauzoleum ulokowane jest na wzniesieniu, z którego rozpościera się widok na miasto. Przed kompleksem znajduje się duży wyłożony płytami plac, na końcu którego znajdują się dwie tablice z cytatami Castro. Jeden z nich głosi Queremos que sean como el Che („Chcemy, żeby byli tacy jak Che”). Z kolei pod ogromnym, kilkudziesięciutonowym pomnikiem rewolucjonisty widnieje jego cytat:

Jedynej rzeczy jakiej się nauczyłem w Gwatemali od Arbenzy było to, że jeżeli chcę być rewolucyjnym doktorem, albo tylko rewolucjonistą, najpierw musi być rewolucja.

### Pogrzeb Che
17 października 1997 r. szczątki Guevary oraz sześciu jego towarzyszy przywieziono z Hawany w małych drewnianych trumnach do Santa Clara. Kiedy zdjęto je z przyczepy, setki tysięcy zgromadzonych ludzi wysłuchało chóru uczniów śpiewających na cześć Guevary elegię Carlosa Puebla Hasta Siempre („Na zawsze”), a Fidel Castro oznajmił:

Dlaczego myśleli, że zabijając go przestanie on istnieć jako bojownik? Dzisiaj jest on w każdym miejscu, gdziekolwiek jest słuszny powód do obrony. Jego niezmazalny ślad jest teraz w historii a jego świecące spojrzenie proroka stało się symbolem dla wszystkich ubogich tego świata.

Mowa Castro została skoordynowana z 21 salwami armatnimi, które oddano zarówno w Hawanie jak i Santa Clara, a na całej wyspie rozbrzmiały syreny.

### Symbolika
Projektując kilkunastometrowy pomnik Guevary, José Delarra umieścił w nim kilka elementów o symbolicznym znaczeniu. Na przykład statua Che obrócona jest o 190 stopni w kierunku Ameryki Południowej, co odzwierciedla jego nastawienie i pogląd na zjednoczoną Amerykę Łacińską. W dłoni rewolucjonista trzyma broń, co jest symbolem „ciągłego trwania”. Temblak, na którym Guevara nosił złamaną rękę podczas bitwy, również jest wkomponowany w pomnik, ale nie nosi go na ręce co ma symbolizować „tę część jego osobowości, która buntuje się nawet przeciwko sobie”. U podstawy statuy umieszczono motto Che, Hasta la Victoria Siempre („Zawsze do zwycięstwa”).

## Towarzysze Che złożeni w mauzoleum
17 października 1997 r. razem z Guevarą pogrzebano w mauzoleum także sześciu innych partyzantów, którzy zginęli w czasie boliwijskiego powstania.
- Carlos Coello (Tuma) – Kubańczyk, zabity w Rio Piraí 26 czerwca 1967.
- Alberto Fernandez Montes de Oca (Pacho) – Kubańczyk, zabity w Quebrada del Yuro 8 października 1967.
- Orlando Pantoja Tamayo (Olo) – Kubańczyk, zabity w Quebrada del Yuro 8 października 1967.
- René Martínez Tamayo (Arturo) – Kubańczyk, zabity w Quebrada del Yuro 8 października 1967.
- Juan Pablo Navarro-Lévano Chang (El Chino) – Peruwiańczyk, schwytany i stracony w La Higuera 9 października 1967.
- Simeon Cuba Sarabia (Willy) – Boliwijczyk, schwytany i stracony w La Higuera 9 października 1967.

Dzięki wysiłkom sądowych antropologów działających w południowo-wschodniej Boliwii, w latach 1997-2000 udało się odzyskać szczątki 23 partyzantów. Wszystkie sprowadzono na Kubę i złożono w mauzoleum Che. Pierwszy z tych pogrzebów miał miejsce 29 grudnia 1998 r. w czterdziestą rocznicę zwycięstwa Guevary w bitwie o Santa Clara. Złożono wówczas szczątki dziesięciu osób:
- Haydée Tamara Bunke Bider (Tania) – Argentynka, zabita w Vado del Yeso 31 sierpnia 1967.
- Manuel Hernández Osorio (Miguel) – Kubańczyk, zabity w Quebrada de Batan 26 września 1967.
- Mario Gutierrez Ardaya (Julio) – Boliwijczyk, zabity w Quebrada de Batan 26 września 1967.
- Roberto Peredo Leigue (Coco) – Boliwijczyk, zabity w Quebrada de Batan 26 września 1967.
- Aniceto Reinaga Cordillo (Aniceto) – Boliwijczyk, zabity w Quebrada del Yuro 8 października 1967.
- Francisco Huanca Flores (Pablito) – Boliwijczyk, zabity w Los Cajones 12 października 1967.
- Garvan Edilverto Lucio Hidalgo (Eustace) – Peruwiańczyk, zabity w Los Cajones 12 października 1967.
- Jaime Arana Campero (Chapaco) – Boliwijczyk, zabity w Los Cajones 12 października 1967.
- Octavio de la Concepcion Pedraja (Moro) – Kubańczyk, zabity w Los Cajones 12 października 1967.
- Julio César Méndez Korné (Nato) – Boliwijczyk, zastrzelony przez towarzysza z partyzantki, po tym jak został poważnie ranny w Mataral 15 listopada 1967.

Druga seria pogrzebów odbyła się 8 października 1999 r. a w mauzoleum spoczęły szczątki siedmiu partyzantów: 
- Apolinar Aguirre Quispe (Polo) – Boliwijczyk, zabity w Vado del Yeso 31 sierpnia 1967.
- Freddy Maimura Hurtado (Ernesto) – Boliwijczyk, schwytany i stracony w Vado del Yeso 31 sierpnia 1967.
- Gustavo Manchin Hoed de Beche (Alejandro) – Kubańczyk, zabity w Vado del Yeso 31 sierpnia 1967.
- Israel Reyes Sayas (Braulio) – Kubańczyk, zabity w Vado del Yeso 31 sierpnia 1967.
- Juan Vitalio Acuña Nuñez (Joaquin) – Kubańczyk, zabity w Vado del Yeso 31 sierpnia 1967.
- Moises Guevara Rodriguez (Moses) – Boliwijczyk, zabity w Vado del Yeso 31 sierpnia 1967.
- Walter Arencibia Ayala (Abel) – Boliwijczyk, zabity w Vado del Yeso 31 sierpnia 1967.

Ostatnie pochówki odbyły się równo po roku, 8 października 2000, kiedy to pochowano sześć osób: 
- Eliseo Reyes Rodriguez (Rolando) – Kubańczyk, zabity w El Meson 25 kwietnia 1967.
- Antonio Sanchez Diaz (Marcos) – Kubańczyk, zabity w Peña Colorada 2 czerwca 1967.
- Serapio Aquino Tudela (Serafin) – Boliwijczyk, zabity w Iquira 9 lipca 1967.
- Condori Casildo Varga (Victor) – Boliwijczyk, zabity w Rio Rosita 30 lipca 1967.
- Jose Maria Martinez Tamayo (Papi) – Kubańczyk, zabity w Rio Rosita 30 lipca 1967.
- Restituto José Cabrera Flores (El Negro) – Peruwiańczyk, schwytany i stracony w Rio Palmarito 4 września 1967.